# Saint Benoît (bière)
Pour les articles homonymes, voir Benoît et Saint Benoît.
 (mai 2021).
Si vous disposez d'ouvrages ou d'articles de référence ou si vous connaissez des sites web de qualité traitant du thème abordé ici, merci de compléter l'article en donnant les références utiles à sa vérifiabilité et en les liant à la section « Notes et références ».
La  Saint Benoît est une bière belge brassée à Purnode par la Brasserie du Bocq.

## Historique
Cette  bière d’abbaye non reconnue de fermentation haute a été créée en 1988 à la mémoire de Saint-Benoît, fondateur de l'ordre bénédictin.

## Variétés
La Saint Benoît se décline en deux variétés conditionnées en bouteilles de 33 cl:
- Saint Benoît Blonde - 6,3 % vol.
- Saint Benoît Brune - 6,5  vol.